# Гуарантан-ду-Норти
Гуарантан-ду-Норти (порт. Guarantã do Norte) — муниципалитет в Бразилии, входит в штат Мату-Гросу. Составная часть мезорегиона Север штата Мату-Гроссу. Входит в экономико-статистический микрорегион Колидер. Население составляет 33 791 человек на 2006 год. Занимает площадь 4713,043 км². Плотность населения — 7,2 чел./км².

## История
Город основан 2 июня 1981 года. 

## Статистика
- Валовой внутренний продукт на 2003 год составляет 120 192 921,00 реалов (данные: Бразильский институт географии и статистики).
- Валовой внутренний продукт на душу населения на 2003 год составляет 3849,01 реалов (данные: Бразильский институт географии и статистики).
- Индекс развития человеческого потенциала на 2000 год составляет 0,757 (данные: Программа развития ООН).